# San Fele
San Fele is een gemeente in de Italiaanse provincie Potenza (regio Basilicata) en telt 3728 inwoners (31-12-2004). De oppervlakte bedraagt 96,5 km², de bevolkingsdichtheid is 39 inwoners per km².
De volgende frazioni maken deel uit van de gemeente: Agrifoglio, Armatieri, Difesa, Cecci, Montagna, Pierno, Masone, Signorella.

## Demografie
San Fele telt ongeveer 1504 huishoudens. Het aantal inwoners daalde in de periode 1991-2001 met 8,5% volgens cijfers uit de tienjaarlijkse volkstellingen van ISTAT.
| Jaar | Inwoneraantal |
| ---- | ------------- |
| 1991 | 4186          |
| 2007 | 4195          |

## Geografie
De gemeente ligt op ongeveer 864 m boven zeeniveau.
San Fele grenst aan de volgende gemeenten: Atella, Bella, Castelgrande, Filiano, Muro Lucano, Rapone, Ruvo del Monte.